# 畢飛宇
畢飛宇（1964年1月19日—），男，江蘇興化人，中國小說家，南京大学教授，现任江苏省作家协会主席。

## 生平
1987年畢業於揚州師範學院中文系，曾任教五年，後從事新聞工作。1998年加入江蘇作家協會。

## 歷年作品
（以繁體版本為主，簡體版本臚列中短長篇小說文集、以及未以繁體出版之散文隨筆、訪談對話集）
- 《搖啊搖！搖到外婆橋》，臺北：風雲時代出版股份有限公司，1996年
- 《畢飛宇文集》四卷本，南京：江蘇文藝出版社，2004年
  - 四卷：《畢飛宇文集：這一半》、《畢飛宇文集：冒失的腳印》、《畢飛宇文集：輪子是圓的》、《畢飛宇文集：黑衣裳》
- 《玉米》，臺北：九歌出版社，2005年
- 《平原》，臺北：九歌出版社，2007年
- 《畢飛宇作品集》七卷本，上海：上海錦繡文章出版社，2009年
  - 七卷：《畢飛宇作品集壹：玉米》、《畢飛宇作品集貳：青衣》、《畢飛宇作品集參：那個夏季那個秋天》、《畢飛宇作品集肆：上海往事》、《畢飛宇作品集伍：雨天的棉花糖》、《畢飛宇作品集陸：哺乳期的女人》、《畢飛宇作品集柒：平原》
- 《青衣》，臺北：九歌出版社，2010年
- 《是誰在深夜說話》，臺北：寶瓶文化事業有限公司，2012年
- 《沿途的秘密》，北京：昆侖出版社，2013年
- 《人類的動物園》，北京：人民文學出版社，2013年
- 《蘇北少年「堂吉訶德」》（繁體版更名為「造日子」），濟南：明天出版社，2013年
- 《造日子》，臺北：九歌出版社，2013年
- 《推拿》，臺北：九歌出版社，2014年
- 《畢飛宇文集》九卷本，北京：人民文學出版社，2015年
  - 九卷：《明天遙遙無期》收錄1991-1995年發表的中篇小說；《哺乳期的女人》收錄1993-1997年發表的短篇小說；《青衣》收錄1996-2000年發表的中篇小說；《相愛的日子》收錄1998-2013年發表的長篇小說；《玉米》收錄2001-2002年創作的〈玉米〉、〈玉秀〉、〈玉秧〉三部曲；1994年的長篇小說《上海往事》；1998年的長篇小說《那個夏季那個秋天》；2005年的長篇小說《平原》；2008年的長篇小說《推拿》。
- 《牙齒是檢驗真理的第二標準──文學的言語之旅》，北京：人民文學出版社，2015年
- 《寫滿字的空間》，北京：人民文學出版社，2015年
- 《小說生活──畢飛宇、張莉對話錄》，臺北：九歌出版社，2015年
- 《我有一個白日夢》，臺北：九歌出版社，2019年
- 《平原》 作家出版社，2022年

## 改編作品
- 電影《搖啊搖！搖到外婆橋》(1995)， 張藝謀執導，畢飛宇編劇，後畢飛宇改寫為《上海往事》，獲得國家影評人協會最佳外語片。
- 電視劇《青衣》(2002)
- 電影《哺乳期的女人》(2013)
- 電視劇《推拿》(2013)
- 電影《推拿》(2014)，娄烨执导，获得第51届金马奖最佳剧情片等六个奖项。

## 榮譽
- 中國作家大紅鷹獎
- 《小說選刊》中篇小說獎
- 2003年第九屆莊重文文學獎
- 2004年《玉米》获第三屆魯迅文學獎中篇小說獎
- 2009年自主放棄華語文學傳媒大獎“小說家獎”
- 2010年《玉米》获英仕曼亚洲文学奖。[3]
- 2010年《推拿》获第三屆紅樓夢獎決審團獎
- 2011年《推拿》獲第八届茅盾文学奖
- 2014年短篇小說《大雨如注》獲第三屆郁達夫小說獎

### 訪談/演講錄
- 「我和哺育我的世界」 （页面存档备份，存于）主講：陳黎、畢飛宇，主辦：香港浸會大學國際作家工作坊 2009/11/14
- 「文學: 先鋒與本土」 （页面存档备份，存于）主講：陳黎、畢飛宇，主辦：香港浸會大學國際作家工作坊 2009/11/26